# El burlador de Sevilla y convidado de piedra
El burlador de Sevilla y convidado de piedra (en català El Burlador de Sevilla i convidat de pedra) és una obra de teatre de Tirso de Molina que recrea el mite del Don Joan. Des de l'estrena el 1630 ha gaudit de gran èxit i ha propiciat altres versions de la història, com per exemple Don Juan Tenorio.

## Argument
Don Joan Tenorio, un llibertí ociós, fingeix que és el promès de la duquessa per seduir-la. Quan es descobreix el parany ha de fugir a Tarragona, on té relacions amb una noia. Mentre el rei mira d'arreglar un casament amb la duquessa per evitar l'escàndol, don Joan es refugia en casa d'un amic. Aquest li confia el seu amor per una dama de gran bellesa, fet que omple don Joan de curiositat. Disfressat amb una capa, intenta acostar-se a la noia i enganyar-la, però el pare el descobreix i l'ataca. Don Juan, gràcies a la seva joventut, pot defensar-se i mata don Gonzalo.
En la seva fugida, novament enganya una noia fingint ser el marit en la seva nit de noces per tenir-hi relacions sexuals. Després s'apropa a la tomba de don Gonzalo i se'n riu, convidant-lo a sopar. El mort, convertit en estàtua de pedra, arriba a la cita mentre don Joan comenta com és de maca la duquessa amb qui es casarà i mata don Joan, venjant així la seva filla i les altres dones enganyades. Com que mor sense confessió, es condemna a l'infern. El rei declara que les noies són vídues, ja que creien que el seductor era el seu marit i, per tant, neteja el seu honor per tal que es puguin tornar a casar.

## Temes

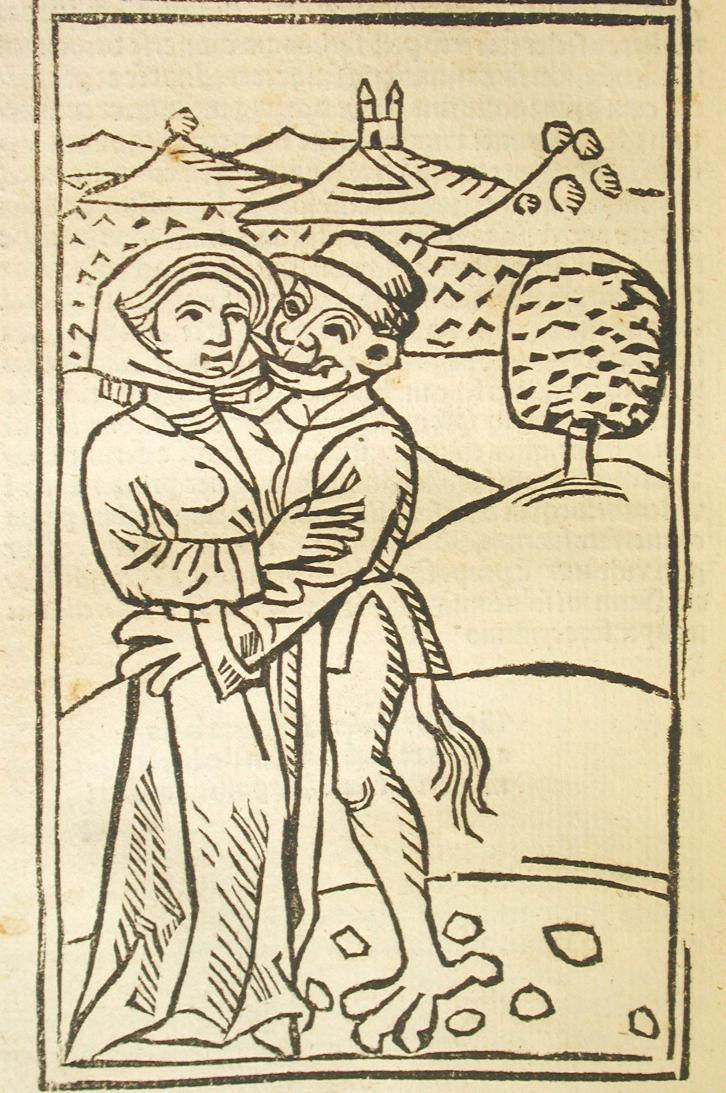
Noia i dimoni, cap al 1489

El personatge de don Joan apareix presentat amb una visió molt negativa, a diferència d'altres versions del mite. Com que l'autor era sacerdot, fa molt d'èmfasi en la condemna final del protagonista i en el fet que el pecat sempre rep un càstig. Pel mateix motiu el llibertí s'assembla a un dimoni i no solament enganya les noies sinó que s'aprofita de l'hospitalitat i amistat dels que l'envolten. Tampoc no respecta els morts o la justícia, és una encarnació del mal i l'hedonisme més egoista.
L'ambientació al segle xiv permet incorporar més fàcilment elements de fantasia, com el mort que apareix com a estàtua de pedra, ja que s'associava l'edat mitjana a una època de bruixeria i encanteris. L'antagonisme essencial entre aquest personatge i el protagonista apareix ja al títol, mostrant les dues cares de la injustícia: qui la comet i qui l'arregla amb la venjança.
Les disfresses del protagonista fan referència a un tema típicament barroc: la relació entre veritat i aparença. L'honor és l'altre pilar de la literatura del segle xvii.

## Estil

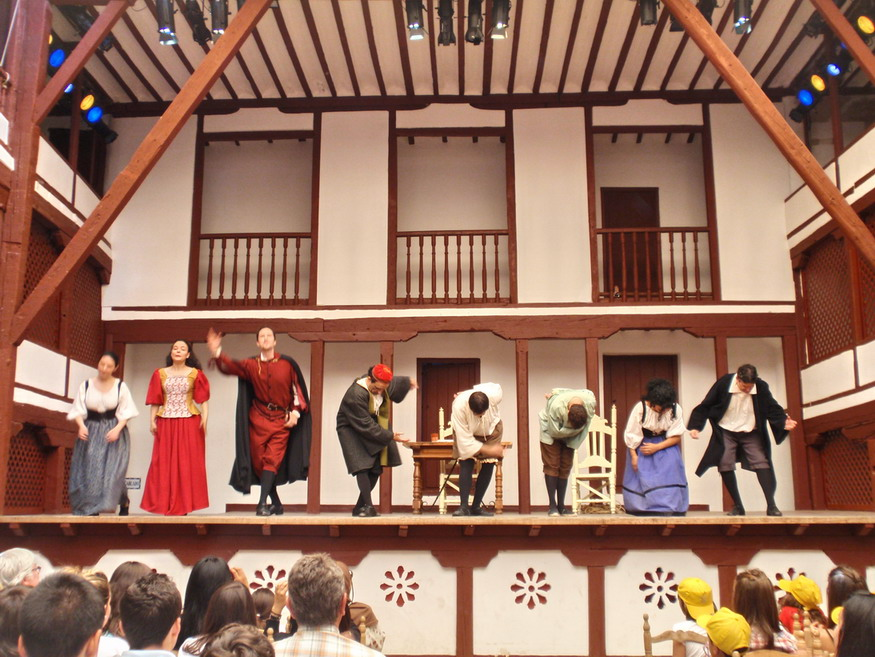
Teatre en un corral

Tirso de Molina no aplica la regla d'Aristòril de la unitat de temps i espai al teatre. Així, el personatge es mou per diferents indrets i no es respecta la lògica de la durada dels viatges, només importen les seves aparicions com a seductor que justifiquen el final tràgic. Aquestes aventures són presentades com a fruit de l'enginy de l'heroi i tenen com a objectiu sorprendre i entretenir el públic, aquesta ambivalència de presentar com a interessants les arts d'un personatge dolent van provocar a l'autor problemes amb la censura.
Adopta els preceptes de la nova comèdia creada per Lope de Vega, de qui va ser deixeble, però hi incorpora un to moralitzant. Malgrat que el protagonista mor i és condemnat, l'obra té un final que es pot considerar com a feliç, ja que es repara el mal causat per don Joan i es fa justícia, per aquest motiu l'obra és una comèdia i pot incorporar elements d'humor, segons la preceptiva de l'època.
L'obra de teatre està escrita en versos de mètrica irregular (polimetria) per adaptar-se al discurs dels personatges. La rima dels versos és assonant. En les acotacions suggereix efectes escènics espectaculars, com els del sepulcre, per admirar el públic dels corrals.